# Nowy cmentarz żydowski w Radomyślu nad Sanem
Nowy cmentarz żydowski w Radomyślu nad Sanem – kirkut społeczności żydowskiej niegdyś zamieszkującej Radomyśl nad Sanem. Znajdował się na południe od miejscowości, w lesie w pobliżu Sanu. Powstał po zakończeniu I wojny światowej, wraz z zamknięciem starego cmentarza. Podczas II wojny światowej został zniszczony przez Niemców. Nie zachowały się żadne nagrobki.